# Swedish Press (tidskrift)
Swedish Press är Kanadas enda svenska tidning. Målgruppen är utlandssvenskar och svenskättlingar bosatta i Kanada och USA, samt nordamerikanska företag med svensk anknytning. Tidningen kommer ut fyra gånger om året. Den innehåller artiklar på såväl svenska som engelska med tonvikt på bevakning av traditioner och kulturarv. Läsare delges även intervjuer med kända svenska personligheter och intressanta svenska företag. Tidningen kommer ut i såväl tryckt som digital form.

## Bakgrund
Swedish Press startade som veckotidning 1929 i Vancouver vid en tidpunkt då det fanns hundratals svenska tidningar i Nordamerika. Idag är det den enda svenska tidningen i Kanada, och i hela Nordamerika återstår bara kvartalstidskriften Swedish Press och tidningen Nordstjernan som utkommer 16 gånger per år i New York. Swedish Press har prenumeranter i samtliga kanadensiska provinser och amerikanska stater. 
Det var två finlandssvenskar, Helge Ekengren och Paul Johnson, som grundade Svenska pressen. Ekengren upplät utrymme i samma byggnad som sin resebyrå, och första numret utkom den 24 januari 1929. Den fyrsidiga veckotidningen gav lika utrymme åt nyheter från Sverige och Finland. När Ekengren gav sig iväg 1933 blev Matt Lindfors redaktör med hjälp av Rud Månson som redan varit verksam där i tre år.
Svenska pressen led av finansiella svårigheter trots olika upprop och finansieringsåtgärder. 1936 sålde Lindfors tidningen till Svenska posten i Seattle, som fortsatte att publicera hans sida från Vancouver. Knappt ett år senare tog han tillbaka tidningen och ändrade dess namn till Nya svenska pressen. 1943 skedde en omorganisation till ett privat företag vid namn Central Press Limited som även inköpte egen tryckeriutrustning. En styrelse utsågs och aktier såldes för att täcka kapitalutgifter. Vid denna tid hade Lindfors andra åtaganden, varför Einar Olson övertog redaktörsuppgiften under fem år. Han efterföljdes av Rud Månson till dess att Lindfors återvände 1961. Maj Brundin skrev artiklar under pseudonymen Röksignaler och var därtill medlem i tidningens styrelse.
Lindfors var en outtröttlig främjare av Sverige och svenska ting, i synnerhet bland barn. 1935 grundade han en förening som han kallade Vårblomman. Medlemmar deltog i programmet Echoes som sändes från Sverige på hans lokala radiostation CJOR. Året innan hade han grundat ungdomsklubben Diamanten som likaledes baserades på en veckospalt och som 1938 hade 600 medlemmar.  Lindfors organiserade den första av många återkommande sommarläger vid Swedish Park, som kulminerade i ett allmänt musikprogram presenterat av Diamanten, liksom i tävlingar, solosång och allmän dans till levande musik. Dessa aktiviteter rapporterades regelbundet i Nya svenska pressen. 
År 1984 upplevde tidningen ännu en kris när de dåvarande redaktörerna, journalisten Jan Fränberg och hans hustru Vicky, bestämde sig för att återvända till Sverige. “Problemet,“ klagade Jan Fränberg, “var att prenumeranterna avled på grund av hög ålder.” Nya svenska pressen var nu en av enbart fem överlevande svenska tidningar i Nordamerika.
Medan det stämde att de ursprungliga prenumeranterna avled, var det även ett faktum att de flesta av deras barn och barnbarn inte kunde läsa svenska och inte kände någon stark samhörighet med Sverige. Immigrationen hade praktiskt taget upphört under perioden från 1930 till 1950 på grund av lågkonjunkturen, andra världskriget och omstruktureringen i Kanada. När Nordamerika åter blev en favoritdestination, hade många svenska immigranter redan lärt sig engelska i skolan som ett obligatoriskt ämne. Förlusten av prenumeranter i samband med ökade tryckkostnader innebar slutet för hundratals nationella tidningar i Nordamerika.
Sture Wermee, som hade arbetat som typograf och redaktör på deltid sedan 1952, var fast besluten att Nya svenska pressen skulle överleva. Tillsammans med svenske konsuln Ulf Waldén med flera sökte han med ljus och lykta efter en redaktör och fann på så vis Anders och Hamida Neumüller. Paret gick med på att ge sig i kast med uppdraget under ett år i form av en månadstidskrift, och fick stöd av Swedish Press Society. De ändrade namnet till Swedish Press/Nya svenska pressen och valde ett modernt tidskriftsformat. The Swedish Charitable Association bekostade den nya utrustningen, och den första utgåvan såg dagens ljus i januari 1986. Journalisten Ann-Charlotte Berglund, tecknaren Ernie Poignant och tidningens hovskald Sven Seaholm fortsatte att leverera bidrag. Bland de nya medarbetarna märktes Mats Thölin med sportnyheter, Adele Heilborn med nyheter från Sverige och Roberta Larson med rapporter från det svensk-kanadensiska vilohemmet.
Redaktör Anders Neumüller tillskrev Kanadas mångkulturella policy och utställningen Vancouver '86 förtjänsten att inbringa tillräckligt med annonsintäkter för att klara Swedish Press genom dess kritiska första år. Han var också nära att uppnå sitt mål att fördubbla antalet prenumeranter. 
Sedan dess har Swedish Press blivit en internationell tillgång genom att hålla läsarna informerade om tilldragelser i Kanada, USA och Sverige.
(Bakgrundstexten översatt från engelska och anpassad efter Elinor Barr, “Swedes in Canada: Invisible Immigrants,” University Toronto Press 2015 med författarens medgivande.)

## Senare utveckling
I slutet av 2012 köpte Claes och Joan Fredriksson Swedish Press av Anders och Hamida Neumüller som gick i pension och flyttade tillbaka till Sverige efter att ha värnat om tidskriften i 27 år. Claes och Joan Fredriksson omorganiserade tidningen till en version i flerfärgstryck med betoning på bevakning av hållbarhet och miljö.
År 2016 fick Swedish Press pris för "Excellence in Editorial Concept Art and Visual Presentation" utdelat av National Ethnic Press and Media Council of Canada.
År 2020 överlät Fredrikssons tidskriften till Kajsa Norman, ny ägare och chefsredaktör.